# Siphonoglossa longiflora
Siphonoglossa longiflora là một loài thực vật có hoa trong họ Ô rô. Loài này được (Torr.) A. Gray miêu tả khoa học đầu tiên năm 1878.